# تاكيشي يوشيوكا
تاكيشي يوشيوكا (باليابانية: 吉岡毅志؛ بالكانا: よしおか たけし) هو ممثل ياباني، ولد في 22 مارس 1979 في طوكيو في اليابان.

## وصلات خارجية
- الموقع الرسمي
- تاكيشي يوشيوكا على موقع IMDb (الإنجليزية)
- تاكيشي يوشيوكا على موقع قاعدة بيانات الفيلم (الإنجليزية)